# コマンドマガジン
コマンドマガジン(Command Magazine)はアメリカ合衆国のXTR社が発行していたゲーム雑誌。隔月刊であり、1989年創刊、2001年の54号発行をもって、XTR社が活動休止、廃刊となった。
アナログゲームのウォー・シミュレーションゲームを題材にしており、戦史や戦略分析記事が掲載されていた。毎号シミュレーションゲームが付録として付いており（ホビーエディション）、付録ゲーム無しのポストスタンドエディションもあった。コマンドマガジン日本版（1994年12月創刊）は全くの別会社である日本の国際通信社が発行しており、XTR社から記事・付録ゲームの提供を受けていた。コマンドマガジン廃刊後は、表紙題字こそ継続されているものの、日本版は独自に運営されている。